# Marc Sallés
Marc Sallés Esteve né le 6 mai 1987 à Terrassa, est un joueur de hockey sur gazon espagnol. Il évolue au poste de milieu de terrain à l'Atlètic Terrassa et avec l'équipe nationale espagnole.
Il a participé aux Jeux olympiques d'été de 2012, 2016 et 2020.

## Carrière

### Coupe du monde
- Top 8 : 2014
- Premier tour : 2018

### Championnat d'Europe
- : 2019
- Top 8 : 2013, 2015, 2017, 2021

### Jeux olympiques
- Top 8 : 2012, 2016, 2020